# خانه کوچه دبیرالملک
خانه کوچه دبیرالملک مربوط به اواسط دوره قاجار است و در تهران، خیابان امیر کبیر، کوچه فخرالملک، پلاک ۱۷ واقع شده و این اثر در تاریخ ۲۴ اسفند ۱۳۸۳ با شمارهٔ ثبت ۱۱۶۸۸ به‌عنوان یکی از آثار ملی ایران به ثبت رسیده‌است.